# Brazitis Nunatak
Il Brazitis Nunatak è un nunatak, o picco roccioso isolato, alto 1.625 m, situata lungo il bordo di una scarpata ghiacciata 9 km a sud del DesRoches Nunataks, nella parte meridionale del Patuxent Range, nei Monti Pensacola, in Antartide. 
Il nunatak è stato mappato dall'United States Geological Survey (USGS) sulla base di rilevazioni e foto aeree scattate dalla U.S. Navy nel periodo 1956-66.
La denominazione è stata assegnata dall'Advisory Committee on Antarctic Names (US-ACAN), in onore di Peter F. Brazitis, che ha condotto studi sui raggi cosmici presso la Base Amundsen-Scott nell'inverno 1967.